# José Zanin
José Zanin (Veranópolis, 6 de outubro de 1922) é um político brasileiro.
Foi deputado à Assembleia Legislativa de Santa Catarina na 4ª legislatura (1959 — 1963), como suplente convocado, eleito pelo Partido Democrata Cristão (PDC).